# Oratoriul Saint-Céneré
Oratoriul Saint-Céneré (în franceză Oratoire de Saint-Céneré), denumit de obicei Saint-Céneré, este o capelă romano-catolică, situată în Montguyon, cartier al orașului francez Saulges. Oratoriul datează din secolul al VII-lea, în secolul al XIX-lea fiind construită o nouă biserică.

## Istorie
Oratoriul poartă numele Sfântului Céneré (sau Serenus), un călugăr benedictin născut la Spoleto în secolul al VII-lea El a fost trimis de papa Martin I să predice în Galia merovingiană împreună cu fratele său, Serenicus, iar împreună cu el a ajuns în dieceza de Le Mans, la Saulges, pe la 649-650. El a fondat o comunitate creștină care a construit Biserica Saint-Pierre din Saulges⁠(d).
Peștera a servit ca schit pentru călugăr. Oratoriul, situat circa 1 km de oraș, a fost construit în 1849 pentru a proteja statuia sfântului.
În peștera situată mai jos, statuia din secolul al XVIII-lea a Sfântului Cénéré din lemn policrom, restaurată în 2005, depășește izvorul descris de Grosse Dupéron. Acest curent continuu de apă i-a dat sfântului Cèneré porecla de „sfântul care face pipi”.

## Galerie foto

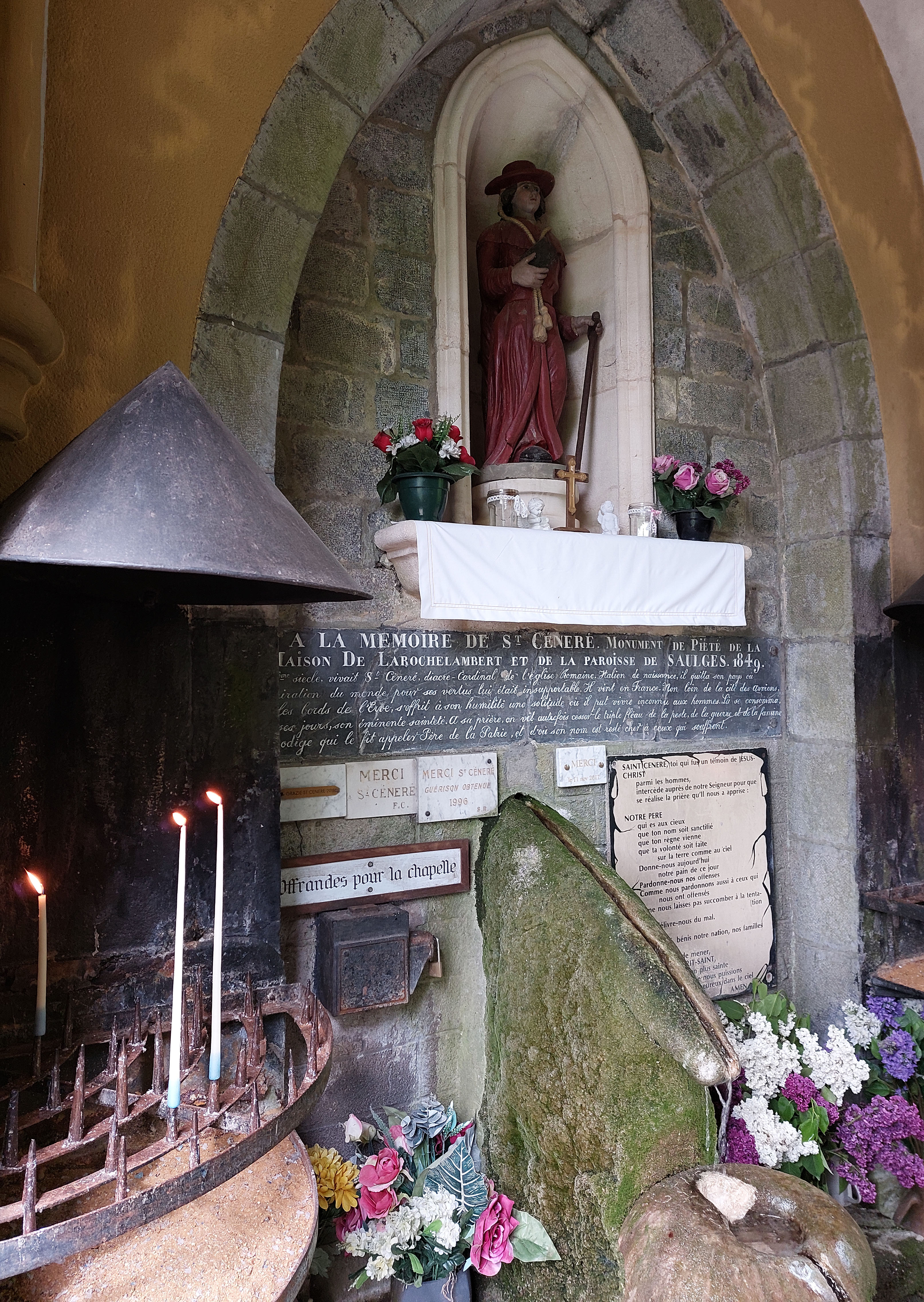
Izvorul cu statuia Céneré
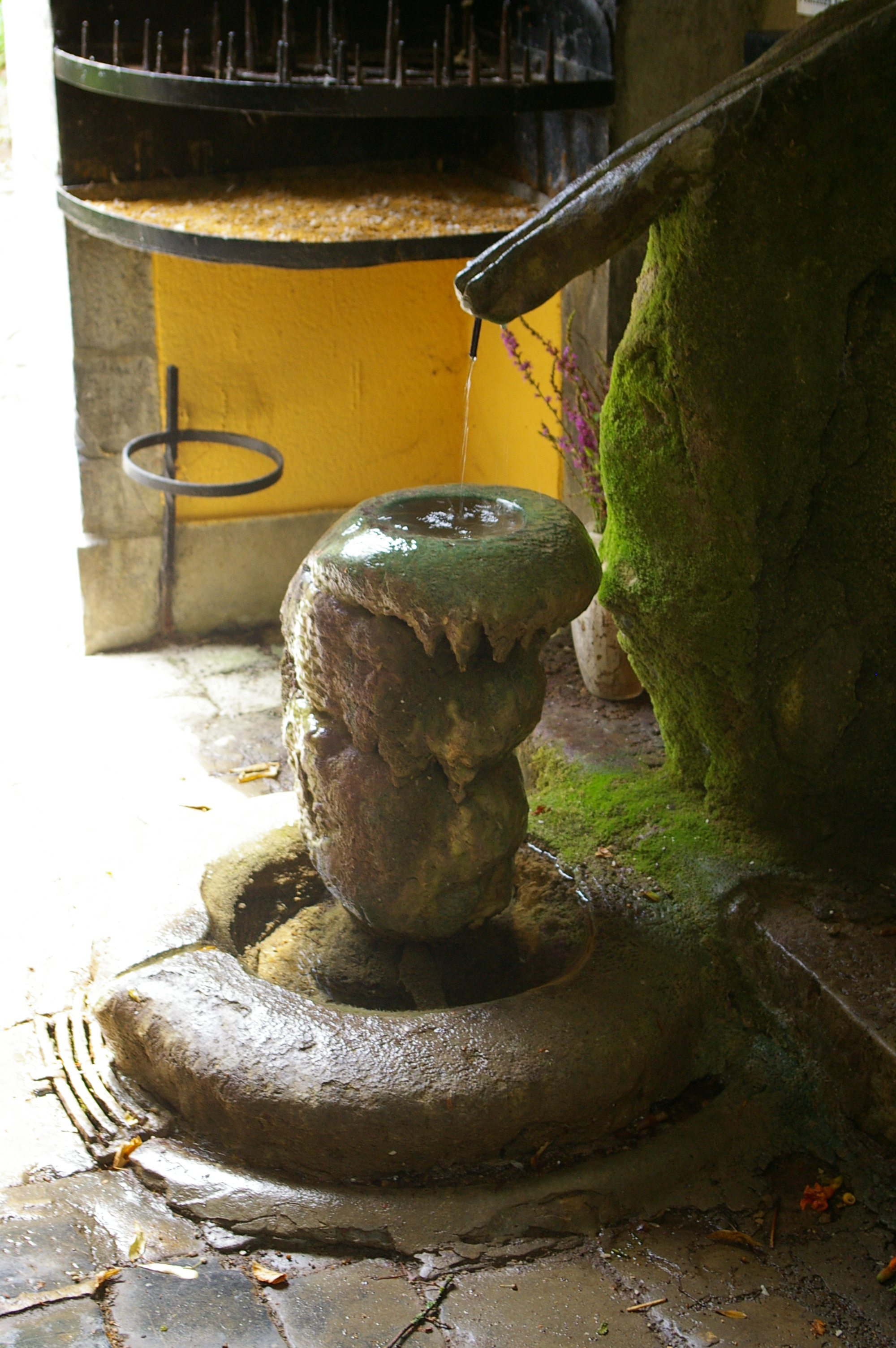
Izvorul văzut din cealaltă parte